# 亚洲公路77号线
亚洲公路77号线（英語：Asian Highway 77），编号為，是亞洲公路網系統中一条全长1,298公里的公路，从阿富汗的Jabal Saraj，至土库曼斯坦的马雷。

## 阿富汗
- Jabal Saraj（英语：Jabal Saraj District） - 巴米扬 - 赫拉特
- 赫拉特 - Toraghundi（英语：Toraghundi）

## 土库曼斯坦
- 謝爾赫塔巴德 - 马雷